# Cheust
Cheust – miejscowość i gmina we Francji, w regionie Oksytania, w departamencie Pireneje Wysokie.
Według danych na rok 1990 gminę zamieszkiwało 97 osób, a gęstość zaludnienia wynosiła 32 osób/km² (wśród 3020 gmin regionu Midi-Pireneje Cheust plasuje się na 966. miejscu pod względem liczby ludności, natomiast pod względem powierzchni na miejscu 1644.).